# Bregje de Brouwer
Bregje de Brouwer, née le 9 mars 1999 à Goirle (Brabant-Septentrional), est une nageuse synchronisée néerlandaise. Elle concoure en duo avec sa sœur jumelle, Noortje avec qui elle remporte une médaille d'argent en duo libre lors des Mondiaux 2024.

## Carrière
De Brouwer représente les Pays-Bas aux Jeux olympiques d'été de 2020, où elle termine 9e du duo avec sa sœur Noortje. Peu après cette compétition, Noortje doit être opérée de l'épaule et Bregje monte un nouveau duo avec Marloes Steenbeek avec qui elle remporte l'argent en duo technique aux Jeux européens de 2023.
En 2023, elle termine 7e du duo technique aux Mondiaux 2023 avec 213,7799 points. C'est la première fois depuis les Jeux en 2021 que les deux sœurs performent ensemble depuis l'opération de Noortje.
Lors des Championnats du monde de natation 2024, les jumelles de Brouwer remportent la première médaille de l'histoire des Pays-Bas en natation synchronisée avec l'argent en duo libre. Elle finissent avec un score de 250,4979 points, juste derrière les Chinoises Wang Liuyi et Qianyi qui ont terminé avec 250,7729 points.

## Palmarès
| Année | Compétition           | Lieu     | Place | Épeuvre       |
| ----- | --------------------- | -------- | ----- | ------------- |
| 2020  | Jeux olympiques       | Tokyo    | 9e    | Duo           |
| 2023  | Jeux européens        | Cracovie | 2e    | Duo technique |
| 2023  | Jeux européens        | Cracovie | 5e    | Duo libre     |
| 2023  | Championnats du monde | Fukuoka  | 7e    | Duo technique |
| 2023  | Championnats du monde | Fukuoka  | 8e    | Duo libre     |
| 2024  | Championnats du monde | Doha     | 2e    | Duo libre     |